# Archie Clark
Archie L. Clark (ur. 15 lipca 1941 w Conway) – amerykański koszykarz, obrońca, uczestnik spotkań gwiazd NBA, zaliczony do drugiego składu najlepszych zawodników ligi.

## Osiągnięcia
NCAA
- Wybrany do:
  - I składu All-Big Ten (1966)[3]
  - III składu All-Big Ten (1965)[3]
  - NABC All-District (1966)[3]
- Team MVP (1966)[3]

NBA
- Finalista NBA (1968)[4]
- Uczestnik meczu gwiazd:
  - NBA (1968, 1972)[1]
  - NBA vs ABA (1972)[5]
  - Legend NBA (1990)[6]
- Wybrany do II składu NBA (1972)[2]
- Lider play-off w skuteczności rzutów wolnych (1969)[7]